# François de Pisseleu
 (juillet 2012).
Si vous disposez d'ouvrages ou d'articles de référence ou si vous connaissez des sites web de qualité traitant du thème abordé ici, merci de compléter l'article en donnant les références utiles à sa vérifiabilité et en les liant à la section « Notes et références ».
François de Pisseleu, mort le 4 février 1564, est un prélat français du XVIe siècle.

## Biographie

### Un ecclésiastique de haute lignée
Fils  de Guillaume de Pisseleu, seigneur d'Heilly, et d'Anne Sanguin, il est issu de la famille Pisseleu d'Heilly, famille de vieille et haute noblesse de Picardie. Il est le neveu d'Antoine Sanguin de Meudon, grand prévôt de Chablis, et petit-fils d'Antoine Sanguin co-seigneur de Livry. 
Sa sœur Anne de Pisseleu est la favorite du roi François Ier et son frère, Charles de Pisseleu, est évêque de Mende puis de Condom.

### Carrière ecclésiastique
François de Pisseleu est nommé évêque d'Amiens en 1546 et fait un échange avec Nicolas de Pellevé de l'évêché d'Amiens contre l'abbaye Saint-Corneille de Compiègne  .

## Pages connexes
- Liste des évêques d'Amiens
- Liste des seigneurs d'Heilly